# Grand prix du livre de Montréal
Le grand prix du livre de Montréal est un prix littéraire québécois (canadien) attribué par la Ville de Montréal depuis 1965.

## Critères d'admissibilité
Tout ouvrage de langue française ou anglaise (de création, d'analyse, de compilation ou de référence littéraire, artistique ou socio-historique), publié pour la première fois entre [...] et [...] par un auteur ou un éditeur domicilié sur le territoire de la Ville de Montréal est admissible.

## Histoire

Ancien logo

Ce prix a été créé en 1965 sur l'initiative du Conseil des arts de la région métropolitaine de Montréal et attribué jusqu'en 1982. Il a été reconstitué en 1987 sous le nom de grand prix du livre de Montréal et placé sous la responsabilité de la Direction du développement culturel de la ville de Montréal.

## Nature du prix
Une bourse de 15 000 $ offerte par la Ville de Montréal à l'auteur ou aux coauteurs d'un ouvrage de langue française ou anglaise. Une bourse de 1 000 $ est également accordée aux quatre finalistes.

## Liste des lauréats
- 1965 – Réal Benoît - Quelqu'un pour m'écouter, Le Cercle du livre de France.
  - Finalistes : L'Honneur de vivre (Beauchemin) de Gilbert Choquette, A Point of Sky de John Glassco (Oxford University Press), Au cœur de la rose de Pierre Perrault (Beauchemin); Histoire du Canada de Gustave Lanctot (Beauchemin) et L'écrivain et son théâtre de Paul Toupin Le Cercle du livre de France[2].
    - Jury : Jules Bazin, Pierre de Grandpré, Gilles Hénault, Geneviève de la Tour Fondue-Smith, et Philip Stratford
    - Présidents : Léon Lortie, président et Victor Barbeau, président d’honneur
- 1966 – Roland Giguère - L'Âge de la parole : poèmes 1949-2003, L'Hexagone.
  - Finalistes : Prochain épisode d'Hubert Aquin, Une Saison dans la vie d'Emmanuel de Marie-Claire Blais, Les Terres noires de Jean-Paul Fugère, Une maison, un jour de Françoise Loranger, Changing Ideals in Modem Architecture de Peter Collins, Lésion et contrat de Gérard Trudel, Essai sur l'hindouisme de Jean-Claude Dussault et Dans un gant de fer de Claire Martin[3].
    - Jury : Lucette Beauchemin, Jean Éthier-Blais, Louis Dudek, Roger Duhamel et Guy Sylvestre.
    - Présidents : Léon Lortie, président et Hugh MacLennan président d’honneur
- 1967 – Fernand Ouellet - Histoire économique et sociale du Québec 1760-1850 : structures et conjoncture, Fides.
  - Finalistes : Sigrid Undset ou La morale de la passion de Nicole Deschamps, L’Arbre blanc de Rina Lasnier , La joue droite de Claire Martin
    - Jury :
    - Président/e : Léon Lortie, président Germaine Guèvremont, présidente du Jury[4]
- 1968 – René de Chantal, Marcel Proust : critique littéraire, Presses de l'Université de Montréal.
- 1969 – Fernand Dumont, Le Lieu de l'homme : la culture comme distance et mémoire, Éditions HMH.
- 1970 – Gilles Marcotte, Le Temps des poètes : description critique de la poésie actuelle au Canada français, Hurtubise-HMH.
- 1971 – Gaston Miron, L'Homme rapaillé, Presses de l'Université de Montréal.
- 1972 – Victor-Lévy Beaulieu, Les Grands-pères, Éditions du Jour.
- 1973 – André Langevin, L'Élan d'Amérique, Le Cercle du livre de France.
- 1974 – Antonine Maillet, Mariaagélas, Leméac.
- 1975 – Hubert Aquin, Neige noire, La Presse.
- 1976 – Guy Robert, Lemieux, Gage.
- 1977 – Gilles Marcotte, Le Roman à l'imparfait : essai sur le roman québécois d'aujourd'hui, La Presse.
- 1978 – Denis Monière, Le Développement des idéologies au Québec : des origines à nos jours, Québec/Amérique.
- 1979 – Pierre Vadeboncœur, Les Deux Royaumes, L'Hexagone.
- 1980 – Roch Carrier, Les Enfants du bonhomme dans la lune, Stanké.
- 1981 – Jean-Claude Lasserre, Le Saint-Laurent : grande porte de l'Amérique, Hurtubise HMH.
- 1982 – Yves Beauchemin, Le Matou, Québec/Amérique.

- 1987 – Gérald Godin, Ils ne demandaient qu'à brûler, L'Hexagone.
- 1988 – Robert Lalonde, Le Fou du père, Boréal.
- 1989 – Michel Tremblay, Le Premier Quartier de la lune, Leméac.
- 1990 – Monique LaRue, Copies conformes, Denoël/Lacombe.
- 1991 – Émile Ollivier, Passages, L'Hexagone.
- 1992 – Anne-Élaine Cliche, La Pisseuse, Triptyque.
- 1993 – Pierre Gobeil, Dessins et cartes du territoire, L'Hexagone.
- 1994 – Sergio Kokis, Le Pavillon des miroirs, XYZ.
- 1995 – Fernand Dumont, Raisons communes, Boréal.
- 1996 – Yvon Rivard, Le Milieu du jour, Boréal.
- 1997 – Willie Thomas, Cristoforo : Récits insolites d'un singulier voyageur, XYZ.
- 1998 – Gaétan Soucy, L'Acquittement, Boréal.
- 1999 – Joël Des Rosiers, Vétiver, Triptyque.
- 2000 – Denis Vanier, L'Urine des forêts, Les Herbes rouges.
- 2001 – Régine Robin, Berlin chantiers, Stock.
- 2002 – Louis Gauthier, Voyage au Portugal avec un Allemand, Fides.
- 2003 – Lise Tremblay, La Héronnière, Leméac.
- 2004 – David Solway, Franklin's Passage, McGill-Queen's University Press.
- 2005 – Yvon Rivard, Le Siècle de Jeanne, Boréal.
- 2006 – Hervé Bouchard, Parents et amis sont invités à y assister, Le Quartanier.
- 2007 – Georges Leroux, Partita pour Glenn Gould, Presses de l'Université de Montréal.
- 2008 – Catherine Mavrikakis, Le Ciel de Bay City, Héliotrope.
- 2009 – Dany Laferrière, L'Énigme du retour, Boréal.
- 2010 – Perrine Leblanc, L'Homme blanc, Le Quartanier.
- 2011 – Élise Turcotte, Guyana, Leméac.
- 2012 – Marie-Claire Blais, Le Jeune Homme sans avenir[5], Boréal.
- 2013 – Pierre Samson, La Maison des pluies, Les Herbes rouges.
- 2014 – Michael Delisle, Le Feu de mon père, Boréal.
- 2015 – Dominique Robert, La Cérémonie du maître, Les Herbes rouges.
- 2016 – Anaïs Barbeau-Lavalette, La Femme qui fuit[6], Marchand de feuilles.
- 2017 – René Lapierre, Les Adieux[7], Les Herbes rouges[8].
- 2018 – Marie-Claire Blais, Une réunion près de la mer, Boréal[9].
- 2019 – Carole David, Comment nous sommes nés, Les Herbes rouges[10].
- 2020 – Martine Delvaux, Le Boys club, Éditions du remue-ménage[11].
- 2021 – Nicholas Dawson, Désormais ma demeure, Éditions Triptyque.
- 2022 – Eli Tareq El Bechelany-Lynch, The Good Arabs, Metonymy Press[12].
- 2023 – Andréane Frenette-Vallières, Tu choisiras les montagnes, Éditions du Noroît[13],[14].
- 2024 – Élise Turcotte, Autoportrait d’une autre, Éditions Alto[15]